# スペクトル色

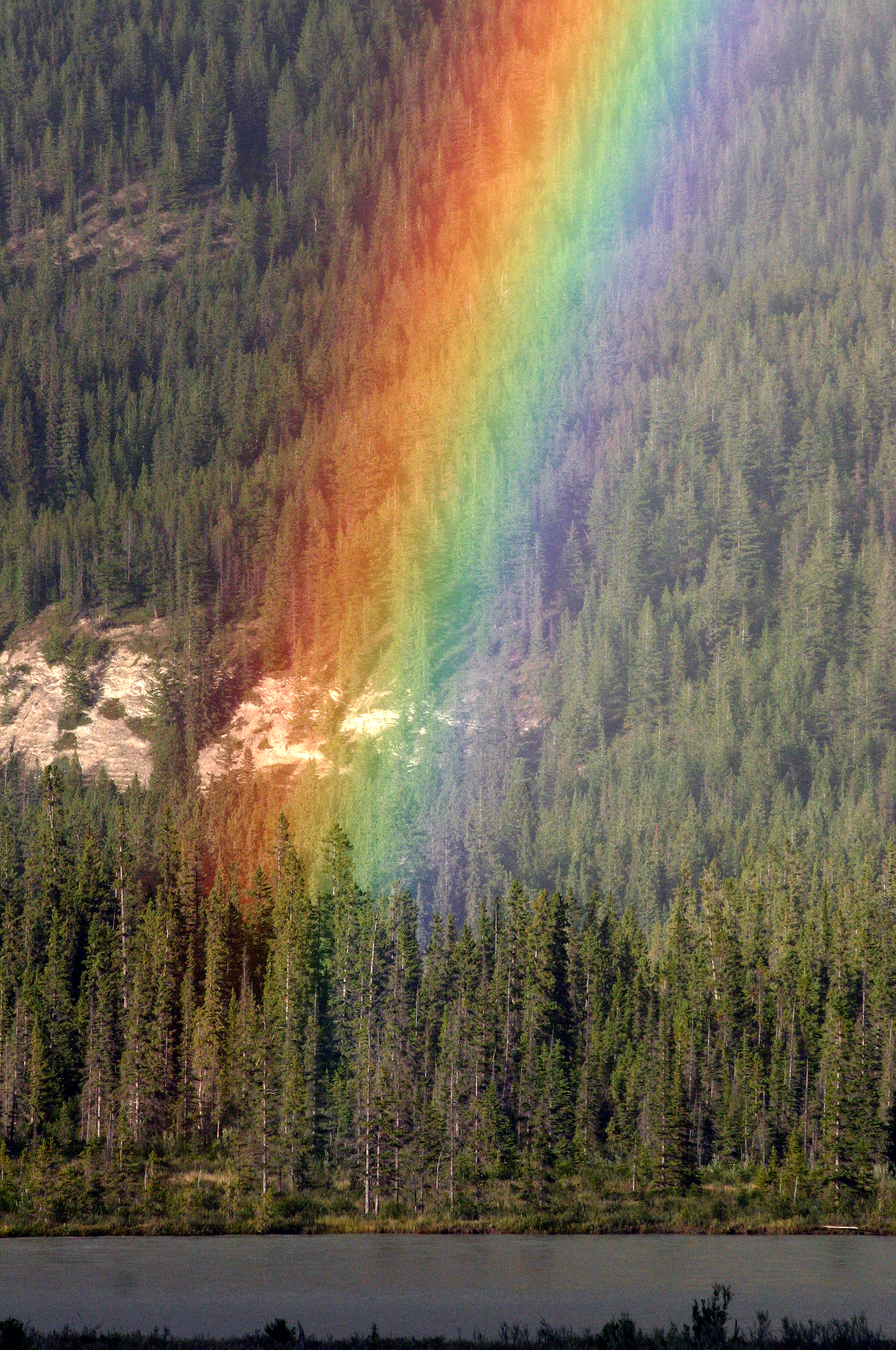
虹

スペクトル色（スペクトルしょく、英語: Spectral color）は、可視光のスペクトルの中に見られる単一の波長を持つ単色光の色である。また、レーザーのような比較的狭い波長の光で見られる色でもある。連続したスペクトルとして見ると、スペクトル色はおなじみの虹として見え、赤、橙、黄、緑、青、藍、紫と連続的に変化する。ヒトの見る色の中では、スペクトル色は最大の彩度を持つ色になる。また、スペクトル色以外のすべての色はスペクトル色の組み合わせによって生じる。

## 色空間におけるスペクトル色
スペクトル色を含む色空間では、スペクトル色は実在する色の領域の境界の一部を形成する。すなわち輝度を含む3次元の色空間の場合には、スペクトル色は実在する色の領域の表面を形成する。輝度を除外した2次元の色空間つまり色度図とした場合には、スペクトル色はスペクトル軌跡と呼ばれる曲線を形成する。たとえば、CIEのxy色度図のスペクトル軌跡にはすべてのスペクトル色が含まれる。
スペクトル色は、CIE 1931 色空間などの科学的なカラーモデルには含まれる。また、そこから発展したCIE Luv色空間などでもスペクトル色を含むことがある。
しかし、sRGB、CMYK、Rec. 709といった工業用や消費者用に使用される色空間では、多くの場合スペクトル色は含まれていない。また、マンセル表色系やPantoneなどで使われるカラーチャート（色見本）でも、スペクトル色は含まれない。
ただし例外もあり、Rec. 2020色空間は3つのスペクトル色を原色として使用している。この場合、3原色の混色によってつくられるすべての色はスペクトル色にはならないため、3原色だけがスペクトル色となる。
また、色空間の中で数学的にしか存在しない色を虚色と呼ぶ。この虚色を原色に使用するProPhoto RGB色空間などではスペクトル色が含まれる。